# Forum Boarium

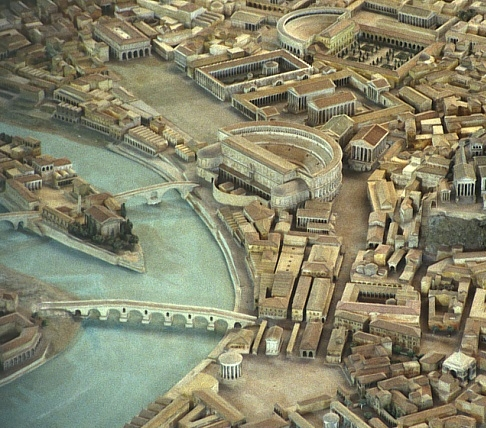
El fòrum Boari a la part inferior d'aquesta maqueta de l'antiga Roma. (Universitat de Caen)

El Fòrum Boari (en llatí: Forum Boarium o Bovarium) era una àrea de l'antiga ciutat de Roma a la riba dreta del riu Tíber, entre el turó Capitoli i l'Aventí. El seu nom deriva de la principal funció d'aquesta plaça, el mercat d'animals.

## Localització
Aquesta plaça situada entre el Capitoli al nord i l'Aventí al sud limitava amb el riu a l'oest i amb un magatzem de sal que arribava a Roma per via fluvial.
Els altres límits de la plaça eren: el Circ Màxim a sud-est i el Velabrum al nord-est. Amb la divisió administrativa d'August l'àrea va quedar repartida entre la regió VIII (Forum Romanum) i la regió XI (Circus Maximus).

## Història
Antigament havia estat una zona pantanosa, que es va sanejar amb la construcció de la Cloaca Maxima per tal de convertir-la en una àrea de mercat. El lloc anava bé perquè era una confluència de camins entre Etrúria i Campània, aprofitant un gual del riu entre la ciutat i una illa fluvial.
Des de la fundació de la ciutat, a la meitat del segle viii aC, va ser un lloc freqüentat per mercaders grecs. Hi havia un port fluvial (portus Tiberinus), que convertia la zona en lloc d'arribada d'estrangers i es considerava en els inicis, els afores de la ciutat, ja que quedava fora de la primera muralla. Allà hi havia un santuari antiquíssim, dedicat a una divinitat local assimilada al déu fenici Melcart, culte que més endavant es va abandonar i es va venerar en el seu lloc a Herculis Invicti Ara Maxima (l'altar major de dedicat a l'heroi grec divinitzat Hèrcules).
Durant la monarquia el gual es va substituir per un pont de fusta, el Pons Sublicius per decisió del rei Anc Marci. En temps de Servi Tul·li es va construir a la zona un temple a imitació del de la ciutat etrusca de Pirgos, que més endavant es refaria en dos: un dedicat a la deessa Fortuna i l'altre a Mater Matuta. Les restes d'aquests temples s'han redescobert en les excavacions de l'àrea de sant'Omobono.
En l'època imperial el perímetre de la ciutat es va ampliar i la zona va quedar inclosa dins la muralla Serviana i per accedir-hi es va obrir en l'ampliació la Porta Trigemina.
L'any 264 aC el fòrum es va fer servir per un espectacle de gladiadors amb motiu del funeral de Marc Juni Pera.
El 210 aC, s'hi va col·locar una estàtua de bronze daurat que representava un toro i va esdevenir el símbol del fòrum. L'havia portat Galba de la conquesta d'Egina (Grècia).

## Catàstrofes
Hi ha notícia que aquest lloc va ser objecte de diversos incendis: el 213 aC, el 203 aC i el 196 aC. Mentre que la proximitat amb el Tíber el feia propens a les inundacions, hi ha constància que això va passar els anys: 363 aC, el 202 aC, el 193 aC i el 192 aC.

## Monuments
Existien al fòrum diversos edificis de culte. A més dels ja esmentats el santuari de l'Ara Maxima d'Hèrcules, el temple de Fortuna i el de Mater Matuta, hi havia el temple de Portunus i el temple d'Hèrcules.
L'any 204, per decorar l'entrada a la plaça del Forum Boarium, en el punt on comunicava amb l'antiga via urbana del vicum Iugarium, es va construir un arc senzill però bonic, conegut com l'arc dels Argentaris.
L'any 356 es va decorar l'entrada al fòrum amb un gran arc de nínxols, en honor de l'emperador Constanci II, conegut amb el nom d'arc de Janus.

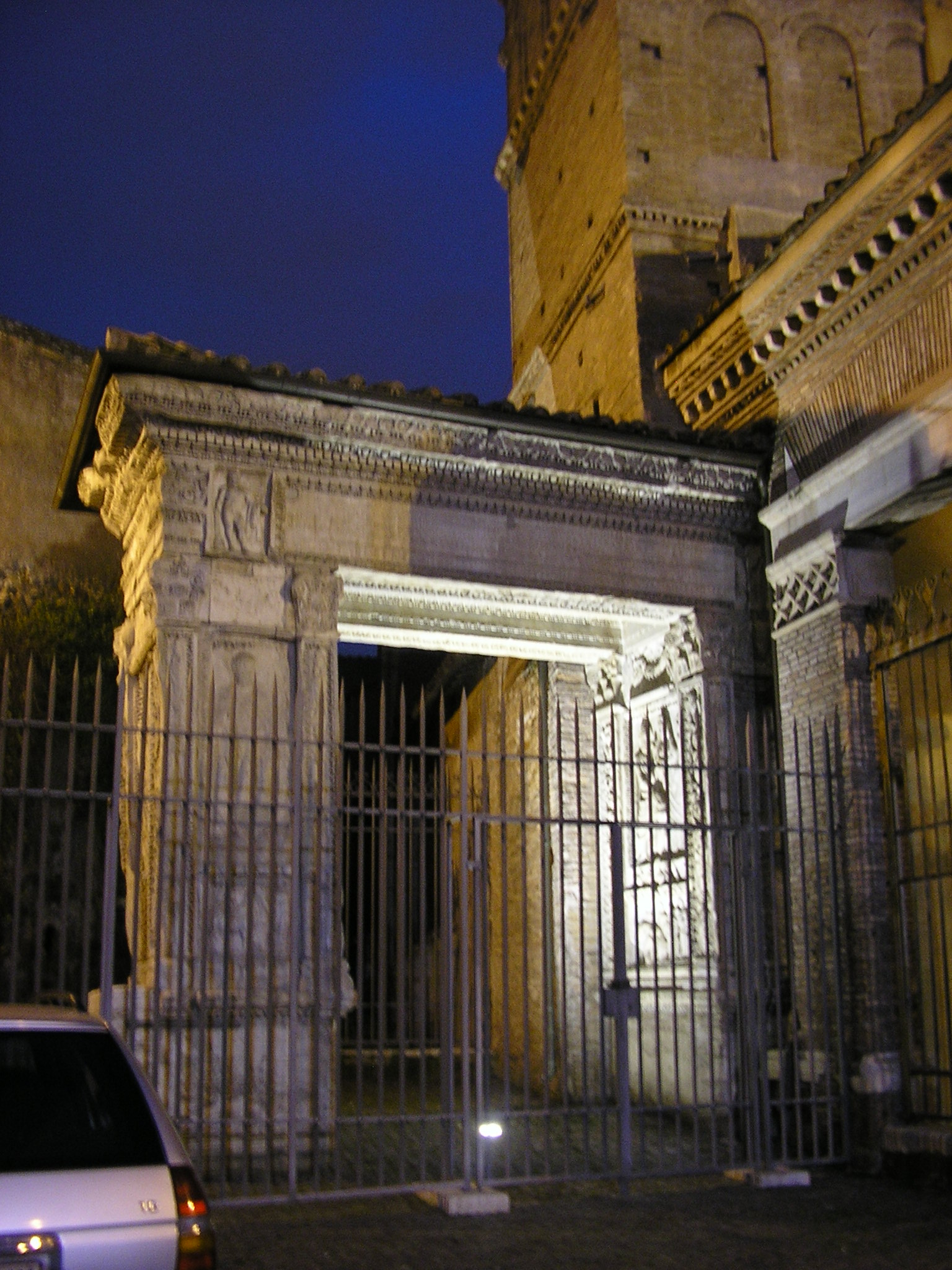
Arc dels Argentaris
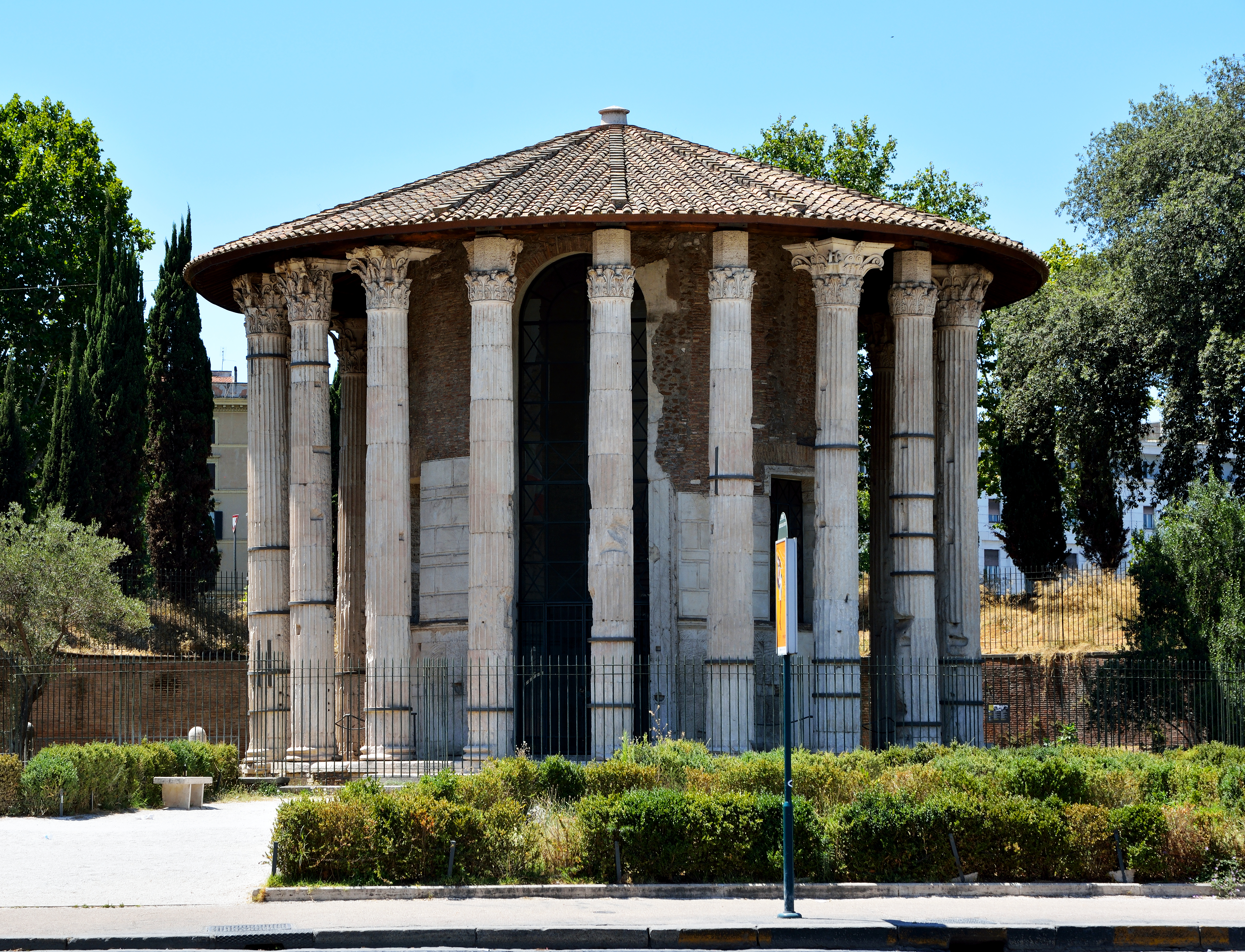
Temple d'Hèrcules
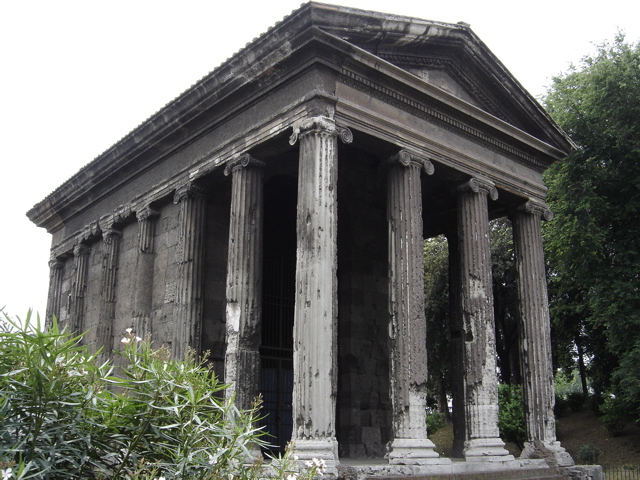
Temple de Portunus
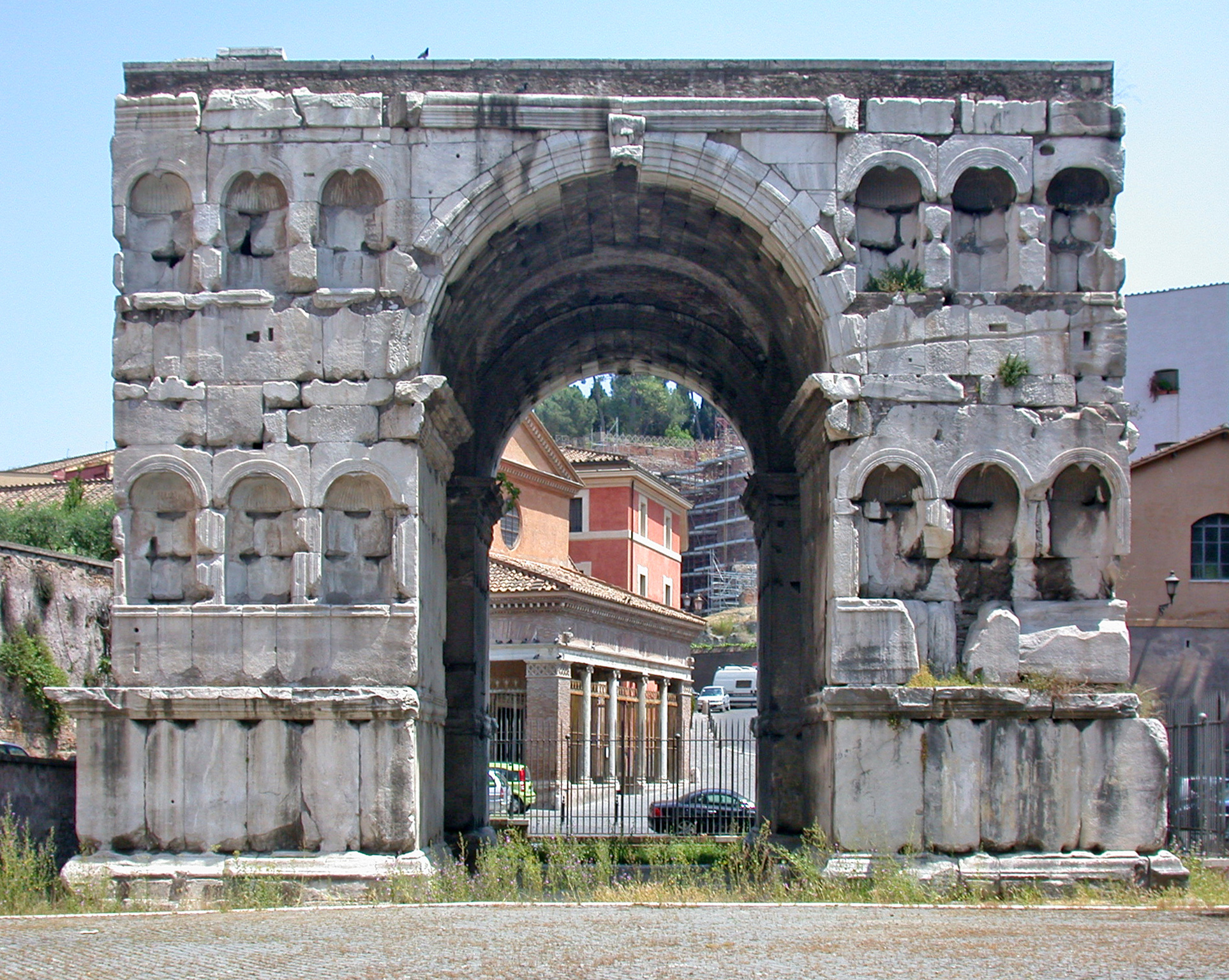
Arc de Janus

## Els darrers anys del f.Boari
A partir del segle ii aC, les instal·lacions portuàries i la infraestructura connexa es van traslladar riu avall, cap a la part baixa de l'Aventí (Emporium). Al mateix temps, l'àrea es va anar reduint progressivament, donant permís per construir habitatges. L'activitat comercial va continuar fins al segle iv.
A l'edat mitjana els temples de Portunus i el d'Hèrcules es van transformar en esglésies cristianes. La transformació de l'antic fòrum va continuar amb la construcció de l'església de Santa Maria in Cosmedin. A la cripta d'aquesta església es conserva el podi de l'Ara Maxima d'Hèrcules.